# 多利纳 (锡内利尼科韦区)
48°12′39″N 35°52′44″E / 48.21083°N 35.87889°E
多利纳（羅馬化：Dolyna），2024年9月前名为克拉斯内（烏克蘭語：Красне），是烏克蘭的村落，位於該國中部第聶伯羅彼得羅夫斯克州，由錫內利尼科韋區瓦西里基夫卡市鎮負責管轄，距離曼韋利夫卡1公里，2001年人口76。
2024年9月19日，乌克兰最高拉达将此村的名字改为多利纳。